# 十七史商榷
『十七史商榷』（じゅうしちししょうかく）は、中国の正史中の『史記』から『新五代史』までの17種（汲古閣本）に『旧唐書』と『旧五代史』を加えて、その本文を考証・校勘を行った清朝の考証学を代表する一書である。
100巻、清の王鳴盛（1720年 - 1797年）の撰である。
その依拠した資料は、正史の本文にとどまらず、広く雑史・野史や小説類より金石文にまでも及んでいる。

## 構成
- 史記 6巻
- 漢書 22巻
- 後漢書 10巻
- 三国志 4巻
- 晋書 10巻
- 南史 12巻 （宋書・南斉書・梁書・陳書を含む）
- 北史 4巻 （魏書・北斉書・周書・隋書を含む）
- 新唐書 24巻
- 新五代史 6巻
- 史学理論 2巻

## 後世の評価
正史の校勘や校訂を旨としながらも、その内容に踏み込んで、史実の考証にまで及び、また制度史上の事柄や地理上の事実にも及んでおり、『二十二史箚記』や『二十二史考異』などと同様に、正史について見る場合の必読書とされる。が、その一方で、『二十二史考異』には及ばないという評価も存在し、歴史学研究の理論や方法を樹立し得なかったとする見方もある。

## テキスト
- 洞涇艸堂本（1787年）
- 広雅書局本
- 商務印書館刊、活字本（2冊、1937年、1959年重刊）